# Balıkesir Büyükşehir Belediyespor
Balıkesir Büyükşehir Belediyespor est un club turc de volley-ball fondé en 1985 et basé à Balıkesir, évoluant pour la saison 2017-2018 en Türkiye Bayanlar Voleybol 1. Ligi

## Effectifs

### Saison 2015-2016
| No                                     | Nom                                    | Date de naissance                      | Taille                         | Poids                          | Poste                          |
| -------------------------------------- | -------------------------------------- | -------------------------------------- | ------------------------------ | ------------------------------ | ------------------------------ |
| 1                                      | Müge Ocakçı                            | 23 février 1991                        | 176                            |                                | Libero                         |
| 2                                      | Kübra Tanrıkulu                        | 2 février 1992                         | 187                            | 80                             | Réceptionneuse-attaquante      |
| 3                                      | Kübra Kegan                            | 18 juillet 1995                        | 178                            | 58                             | Passeuse                       |
| 4                                      | Ivana Nesović                          | 23 juillet 1988                        | 190                            | 80                             | Attaquante                     |
| 5                                      | Ayşe Kılıç                             | 15 janvier 1986                        | 182                            |                                | Réceptionneuse-attaquante      |
| 7                                      | Ayşe Gürel                             | 3 mai 1987                             | 190                            |                                | Centrale                       |
| 10                                     | Deniz Aslan Şurgun                     | 1er janvier 1988                       | 182                            |                                | Centrale                       |
| 11                                     | Gökçe Çalışkan                         | 4 juillet 1991                         | 182                            |                                | Passeuse                       |
| 13                                     | Bahanur Şahin                          | 6 mars 1991                            | 178                            | 62                             | Libero                         |
| 14                                     | Gülcan Tokmak                          | 1er janvier 1988                       | 183                            |                                | Centrale                       |
| 15                                     | Darya Özbek                            | 13 septembre 1983                      | 188                            | 72                             | Passeuse                       |
| 17                                     | Ferda Bulut                            | 3 janvier 1984                         | 185                            | 75                             | Réceptionneuse-attaquante      |
| 18                                     | Gülbahar Akgül                         | 23 septembre 1987                      | 184                            | 67                             | Réceptionneuse-attaquante      |
| ?                                      | Jana Matiašovská                       | 7 juillet 1987                         | 195                            | 76                             | Réceptionneuse-attaquante      |
| ?                                      | Sanja Starović                         | 25 mars 1983                           | 195                            | 89                             | Attaquante                     |
|                                        |                                        |                                        |                                |                                |                                |
| Encadrement technique                  | Encadrement technique                  |                                        | Légende                        | Légende                        | Légende                        |
| Entraîneur : Alper Erdoğuş             | Entraîneur : Alper Erdoğuş             | Entraîneur : Alper Erdoğuş             | : Capitaine                    | : Capitaine                    | : Capitaine                    |
| Entraîneur(s) adjoint(s) : Aykut Aydın | Entraîneur(s) adjoint(s) : Aykut Aydın | Entraîneur(s) adjoint(s) : Aykut Aydın | : Joueuse blessée actuellement | : Joueuse blessée actuellement | : Joueuse blessée actuellement |